# Apaturina neopommerania
Apaturina neopommerania is een vlinder uit de familie van de Nymphalidae. De wetenschappelijke naam van de soort is voor het eerst geldig gepubliceerd in 1879 door Hagen.